# Seven Sudamericano Femenino 2022
El Seven Sudamericano Femenino de 2022 fue la vigésimo primera edición del principal torneo de selecciones femeninas de rugby 7 organizado por Sudamérica Rugby. Se disputó del 10 al 11 de junio en la ciudad de Saquarema, Brasil.
El torneo entregó una plaza para los Juegos Panamericanos de 2023. la cual obtuvo Brasil.

## Equipos participantes
- Selección femenina de rugby 7 de Argentina (Las Yaguaretés)
- Selección femenina de rugby 7 de Brasil (As Yaras)
- Selección femenina de rugby 7 de Chile (Las Cóndores)
- Selección femenina de rugby 7 de Colombia (Las Tucanes)
- Selección femenina de rugby 7 de Guatemala (Las Jaguares)
- Selección femenina de rugby 7 de Paraguay (Las Yacarés)
- Selección femenina de rugby 7 de Perú (Las Tumis)
- Selección femenina de rugby 7 de Uruguay (Las Teras)

## Desarrollo

### Grupo A
| Pos. | Equipo    | Encuentros | Encuentros | Encuentros | Encuentros | Tantos  | Tantos    | Tantos     | Puntos |
| Pos. | Equipo    | jugados    | ganados    | empatados  | perdidos   | a favor | en contra | diferencia | Puntos |
| ---- | --------- | ---------- | ---------- | ---------- | ---------- | ------- | --------- | ---------- | ------ |
| 1    | Brasil    | 3          | 3          | 0          | 0          | 118     | 5         | +113       | 9      |
| 2    | Paraguay  | 3          | 2          | 0          | 1          | 63      | 42        | +21        | 7      |
| 3    | Guatemala | 3          | 1          | 0          | 2          | 32      | 100       | -68        | 5      |
| 4    | Uruguay   | 3          | 0          | 0          | 3          | 20      | 86        | -66        | 3      |

Nota: Se otorgan 3 puntos al equipo que gane un partido, 2 al que empate y 1 al que pierda

#### Resultados
| 10 de junio, 10:00 | Brasil | 49 - 5 | Guatemala |  |  |

| 10 de junio, 10:22 | Paraguay | 27 - 5 | Uruguay |  |  |

| 10 de junio, 12:28 | Brasil | 37 - 0 | Uruguay |  |  |

| 10 de junio, 12:50 | Paraguay | 36 - 5 | Guatemala |  |  |

| 10 de junio, 15:26 | Brasil | 32 - 0 | Paraguay |  |  |

| 10 de junio, 15:48 | Uruguay | 15 - 22 | Guatemala |  |  |

### Grupo B
| Pos. | Equipo    | Encuentros | Encuentros | Encuentros | Encuentros | Tantos  | Tantos    | Tantos     | Puntos |
| Pos. | Equipo    | jugados    | ganados    | empatados  | perdidos   | a favor | en contra | diferencia | Puntos |
| ---- | --------- | ---------- | ---------- | ---------- | ---------- | ------- | --------- | ---------- | ------ |
| 1    | Colombia  | 3          | 2          | 1          | 0          | 58      | 24        | +34        | 8      |
| 2    | Argentina | 3          | 2          | 0          | 1          | 41      | 29        | +12        | 7      |
| 3    | Perú      | 3          | 1          | 0          | 2          | 22      | 62        | -40        | 5      |
| 4    | Chile     | 3          | 0          | 1          | 2          | 43      | 49        | -6         | 4      |

#### Resultados
| 10 de junio, 10:44 | Colombia | 29 - 0 | Perú |  |  |

| 10 de junio, 11:06 | Argentina | 15 - 12 | Chile |  |  |

| 10 de junio, 13:12 | Colombia | 17 - 17 | Chile |  |  |

| 10 de junio, 13:34 | Argentina | 19 - 5 | Perú |  |  |

| 10 de junio, 16:10 | Colombia | 12 - 7 | Argentina |  |  |

| 10 de junio, 16:32 | Chile | 14 - 17 | Perú |  |  |

### Fase final

#### Semifinales de plata
| 11 de junio, 10:00 | Guatemala | 0 - 33 | Chile |  |  |

| 11 de junio, 10:22 | Perú | 5 - 0 | Uruguay |  |  |

#### Semifinales de oro
| 11 de junio, 10:44 | Brasil | 27 - 0 | Argentina |  |  |

| 11 de junio, 11:06 | Colombia | 7 - 0 | Paraguay |  |  |

#### Definición séptimo puesto
| 11 de junio, 13:28 | Guatemala | 17 - 24 | Uruguay |  |  |

#### Definición quinto puesto
| 11 de junio, 13:50 | Chile | 12 - 10 | Perú |  |  |

#### Definición tercer puesto (Bronce)
| 11 de junio, 16:12 | Argentina | 17 - 0 | Paraguay |  |  |

#### Final
| 11 de junio, 16:34 | Brasil | 27 - 0 | Colombia |  |  |

| Bandera de Brasil |
| Campeón Brasil    |
| Vigésimo título   |

## Países clasificados a torneos intercontinentales
| Competencias                          | Países clasificados      |
| ------------------------------------- | ------------------------ |
| Juegos Panamericanos de Santiago 2023 | Chile (anfitrión) Brasil |

## Posiciones finales
| Posición | Selección |
| -------- | --------- |
| 1        | Brasil    |
| 2        | Colombia  |
| 3        | Argentina |
| 4        | Paraguay  |
| 5        | Chile     |
| 6        | Perú      |
| 7        | Uruguay   |
| 8        | Guatemala |